# Ukraina i Eurovision Song Contest 2012
Ukraina deltog i Eurovision Song Contest 2012 i Baku i Azerbajdzjan.

## Uttagningen
I augusti 2011 påbörjade NTU planeringen för den nationella finalen som skulle hållas i februari 2012. Det meddelades bland annat att ett speciellt TV-program med Philip Kirkorov och Ani Lorak som värdar skulle börja sändas i september med målet att hitta den bästa kandidaten till den nationella finalen. Programmet kallades för Show #1. Mellan den 25 november och den 25 december kunde man börja skicka in bidrag till den nationella finalen som skulle hållas den 10 februari. I finalen skulle 20 bidrag delta, varav 19 hade valts ut av en jury och 1 genom programmet Show #1. Vinnare i det programmet blev gruppen Nerealnye. Strax innan den sista dagen för att skicka in bidrag bestämde sig NTU för att utöka perioden med ytterligare en månad fram till den 25 januari. I slutet av december utökades antal finalister till 21 då man lade till ett bidrag som skulle väljas genom en omröstning på webben. Den 23 januari blev sista dagen att skicka in bidrag till den nationella finalen, två dagare tidigare än meddelat. Den 25 januari skulle auditions inför en jury hållas följt av avslöjandet av alla finalister senare samma dag. Rapporter om att finalen flyttats från den 10 februari till den 18 februari kom i slutet av januari. Den 25 januari meddelades det att 20 bidrag valts ut vid auditions och NTU fastställde att finalen skulle hållas den 18 februari precis som det tidigare rapporterats om. I och med att 20 bidrag valts istället för 19 av juryn, utökades det totala antalet bidrag i finalen till 22 istället för 21. Det wildcard som valts genom TV-programmet Show #1 gick under namnet The Incredibles i finalen. Det meddelades att det wildcard som skulle väljas genom omröstningen på webben skulle avslöjas den 15 februari. Vinnaren i omröstningen blev Max Barskih. Bara två dagar innan finalen meddelade NTU att ett av bidragen diskvalificerats då det visade sig att bidragets producent var en av jurymedlemmarna som valt bidrag till den nationella finalen. Detta gjorde att 21 bidrag deltog i finalen. Dagen innan finalen släpptes alla låtar att lyssna på.

### Finalen
Startordningen för finalen meddelades den 11 februari. I finalen användes 50% jury och 50% telefonröster för att få fram resultatet.
Finalen gick av stapeln den 18 februari och 21 bidrag deltog om att få representera sitt land i årets upplaga av Eurovision Song Contest. Vinnare blev Gaitana med låten "Be My Guest". Hon fick 41 av 42 möjliga poäng då hon var juryns favorit och TV-tittarnas andra favorit.
Juryn som röstade i finalen bestod av Yury Rybchinskiy, Semyon Gorov, Olyona Mozgovaya, Rudolph Kirnos, Masha Manyuk, Walid Arfush och Egor Benkendorf.
Gästartister i finalen var bland annat Anggun, Alyosha, Zlata Ohnevytj, Matias och Sinplus.
|    | Artist            | Sång                     | Poäng | Plats |
| -- | ----------------- | ------------------------ | ----- | ----- |
| 1  | Olha Sjanis       | "Dream"                  | 16    | 17    |
| 2  | Vitalij Halaj     | "I want to love"         | 7     | 20    |
| 3  | Max Barskih       | "Dance"                  | 38    | 2     |
| 4  | Olja Poljakova    | "Lepestok"               | 23    | 8     |
| 5  | Eduard Romanuta   | "I'll never let go"      | 28    | 5     |
| 6  | Legkiy Flirt      | "Megamix"                | 5     | 21    |
| 7  | Igor Tatarenko    | "You're my life"         | 22    | 10    |
| 8  | Mihajlo Hrytskan  | "Ya tak iskal tebya"     | 17    | 16    |
| 9  | Maria & Tichon    | "I close to you"         | 27    | 6     |
| 10 | Marta             | "My heart is sorrowing"  | 19    | 11    |
| 11 | Gaitana           | "Be My Guest"            | 41    | 1     |
| 12 | Oksana            | "Mondo blu"              | 35    | 3     |
| 13 | Rapira            | "Get over"               | 12    | 19    |
| 14 | Andrej Bohomolets | "Are you waiting for me" | 19    | 11    |
| 15 | BONDarchuk        | "I don't know why"       | 18    | 14    |
| 16 | Renata Sjtyfel    | "Love in sunlight rays"  | 27    | 6     |
| 17 | Treeorange        | "New day"                | 18    | 14    |
| 18 | The Incredibles   | "Just a dream"           | 34    | 4     |
| 19 | Uljana Rudakova   | "Ty ne odin"             | 23    | 8     |
| 20 | Marietta          | "Rainbow"                | 19    | 11    |
| 21 | Lena Volosjyna    | "Let it out"             | 14    | 18    |

## Vid Eurovision
Ukraina deltog i den andra semifinalen den 24 maj. Där hade de startnummer 7. De tog sig vidare till finalen som hölls den 26 maj. Där hade de startnummer 25. De hamnade på 15:e plats med 65 poäng. Ukraina fick poäng från 16 av de 41 röstande länderna. Det högsta de fick från ett och samma land var de 10 poäng som Vitryssland gav dem. De fick även 8 poäng från både Moldavien och Ryssland.